# Eremobelba pulchella
Eremobelba pulchella är en kvalsterart som beskrevs av Balogh och Sandór Mahunka 1969. Eremobelba pulchella ingår i släktet Eremobelba och familjen Eremobelbidae. Inga underarter finns listade i Catalogue of Life.